# گره پرت
گره پرت (به انگلیسی: Pratt knot)، گره پرت شلبای یا گره شلبای یک نوع گره کراوات است. این گره توسط جری پرت ابداع گردید.

### روش ۱

### روش ۲